# Around the Sun
Albums de R.E.M.
Reveal
(2001) And I Feel Fine... The Best of the I.R.S. Years 1982-1987
(2006)
Around the Sun est le treizième album du groupe de rock américain R.E.M., sorti en 2004. C'est le premier album pour lequel un titre donne son nom à l'album.

## Description
Sur cet album, le groupe est épaulé par un nouveau batteur Bill Rieflin ainsi que des fidèles Scott McCaughey, Jamie Candiloro & Ken Stringfellow qui vient de reformer The Posies en 2001 notamment. Cet album est marqué par les attentats du 11 septembre 2001 aux World Trade Center dans la chanson Leaving New York.
Sur The Outsiders apparaît le rappeur Q-Tip, rappelant une participation similaire du rappeur KRS-One sur Radio Song sur l'album de 1991 Out of Time. Lors des concerts, c'est Michael Stipe qui chante le rap, ainsi qu'il le fait sur la face B du single de cette chanson.
Final Straw est une chanson politiquement engagée, qui n'est pas sans rappeler le ton de World Leader Pretend sur l'album Green. La version de l'album est un réenregistrement de celle qui était préalablement disponible en téléchargement gratuit sur le site du groupe en 2003, écrite pour marquer l'opposition du groupe aux actions du gouvernement américain en Irak.

## Performance commerciale
Around the Sun reçut en général un accueil mitigé et malgré un numéro 1 au Royaume-Uni, il devint leur premier album à ne pas accéder au top 10 des classements américains (atteignant le no 13 et sept semaines de présence dans le Billboard 200) depuis Green en 1988. Il n'est toujours pas disque d'or aux États-Unis. En mars 2007, Around the Sun s'est vendu à 2 millions d'exemplaires dans le monde dont 232 000 aux États-Unis. C'est moins que ce que vendait auparavant R.E.M. durant la première semaine de sortie de leurs albums à l'époque de leur période faste sur le plan commercial (milieu des années 1990).
Le premier single Leaving New York fut un hit au Royaume-Uni, et les singles suivants (Aftermath, Electron Blue et Wanderlust) y connurent également un certain succès. Aucun single tiré d'Around the Sun n'eut de succès aux États-Unis. C'est le premier album du groupe à n'avoir aucun single classé dans les 100 premières places depuis Fables of the Reconstruction en 1985.

## Réédition
En 2005, Warner Bros. Records sortit une version double disque de l'album, incluant un CD et un DVD audio contenant un remix de l'album en Dolby Surround 5.1, réalisé par Elliot Scheiner, et le livret original du CD agrémenté de nouvelles notes. Le CD n'est pas remasterisé, comme le reste de cette série chez Warner.
Un remix de la chanson Final Straw était apparu un peu plus tôt sur l'album compilation Future Soundtrack for America.

## Liste des titres
Toutes les chansons sont de Peter Buck, Mike Mills et Michael Stipe.
| No  | Titre                | Durée |
| --- | -------------------- | ----- |
| 1.  | Leaving New York     | 4:49  |
| 2.  | Electron Blue        | 4:12  |
| 3.  | The Outsiders        | 4:14  |
| 4.  | Make It All Okay     | 3:43  |
| 5.  | Final Straw          | 4:06  |
| 6.  | I Wanted to Be Wrong | 4:34  |
| 7.  | Wanderlust           | 3:04  |
| 8.  | Boy in the Well      | 5:22  |
| 9.  | Aftermath            | 3:52  |
| 10. | High Speed Train     | 5:03  |
| 11. | The Worst Joke Ever  | 3:37  |
| 12. | The Ascent of Man    | 4:07  |
| 13. | Around the Sun       | 4:29  |

## Classement

### Album
| Année | Classement        | Position               |
| ----- | ----------------- | ---------------------- |
| 2004  | The Billboard 200 | 13 (classé 7 semaines) |
| 2004  | UK album chart    | 1 (classé 7 semaines)  |

### Singles
| Date de sortie    | Single           | Classement       | Position |
| ----------------- | ---------------- | ---------------- | -------- |
| 27 septembre 2004 | Leaving New York | UK Singles Chart | 5        |
| 29 novembre 2004  | Aftermath        | UK Singles Chart | 41       |
| 28 février 2005   | Electron Blue    | UK Singles Chart | 26       |
| 11 juillet 2005   | Wanderlust       | UK Singles Chart | 27       |